# Marienbach (Main)
Der Marienbach ist ein gut 101⁄2 Kilometer langer, rechter und nördlicher Zufluss des Mains im Landkreis Schweinfurt und in der kreisfreien Stadt Schweinfurt in Bayern.

## Geographie

### Verlauf

#### Quelle
Der Marienbach entspringt am Westrand der Schweinfurter Rhön (Hesselbacher Waldland) auf einer Höhe von 323 m ü. NHN, etwa 700 m nördlich von  Hambach, am Südwestrand des Waldgewanns Bauholz. Ein nur intermittierender Quellbach entspringt gut eineinhalb Kilometer nördlich der Marienbachquelle auf einer Höhe von 370 m ü. NHN, nordöstlich des Dittelbrunner Ortsteiles  Holzhausen.

#### Oberlauf in Dittelbrunn
Der Bach fließt zunächst, begleitet von der Kreisstraße SW 8, südwärts durch eine landwirtschaftlich genutzte Zone und erreicht dann den Nordrand von Hambach, welches er unterirdisch verrohrt passiert. Am Ortsende passiert er das Rathaus der Großgemeinde Dittelbrunn.
Er läuft danach am bewaldeten Westhang des Geißberges (305 m ü. NHN) entlang und wird westlich des Haardtberges (334 m ü. NHN) auf seiner linken Seite vom Lauerbach gespeist. Der Bach quert nun  Dittelbrunn, wo er um 1970, trotz Protest der Bevölkerung, verrohrt wurde (siehe: Kritik).

#### Unterlauf in Schweinfurt
Schließlich erreicht der Marienbach die Stadtgrenze Schweinfurts, wo auf seiner rechten Seite der nicht ständig wasserführende Steingraben einmündet. Danach passiert er den westlich gelegenen Stadtteil Eselshöhe und bildet hier die Grenze zwischen diesem und dem östlichen Stadtteil Haardt. Hier wird er schließlich von links von seinem wichtigsten Zufluss, dem Zellergrundbach, gestärkt. Danach markiert er die Grenze zwischen dem westlich gelegenen Nördlichen Stadtteil und dem östlichen Stadtteil Hochfeld/Steinberg.
Nun erreicht der Marienbach die unweit westlich gelegene mittelalterliche Stadtmauer, mit vorgelagerten Schanzen und Ringpark. Hier bildete er die natürliche, östliche Grenze der einstigen Reichsstadt, der heutigen Altstadt, die er nun vom westlich gelegenen Nordöstlichen Stadtteil scheidet, der Keimzelle Schweinfurts. Weshalb der Marienbach für das historische Verständnis der Stadt von Bedeutung ist.

#### Mündung
Der Marienbach mündet schließlich zwischen dem Altstadtquartier Zürch und dem östlich gelegenen Bahnhof Schweinfurt Stadt auf einer Höhe von 208 m ü. NHN, bei Main-KM 332,75, von rechts in den aus Ostnordosten heranziehenden Main. Gegenüber der Mündung liegt zwischen Mainhaupt- und Nebenarm (Saumain) die kleine Böckleinsinsel (siehe: unterer Plan von Merian).

### Einzugsgebiet
Das Einzugsgebiet des Marienbachs liegt gänzlich im Landkreis Schweinfurt und der kreisfreien Stadt Schweinfurt. Es erstreckt sich keilförmig, mit der Basis im Norden der Schweinfurter Rhön und mit der Spitze im Süden, an der Mainmündung.

### Zuflüsse
- Lauerbach (links), ca. 3,0 km (beständig)  bis ca. 6,6 km (unbeständig)
- Steingraben (rechts), ca. 2,4 km
- Zellergrundbach (links), ca. 5,4 km, mit seinem linken Oberlauf, dem Weipoltshausener Dorfgraben, sogar ca. 9,7 km

## Kritik
Die Verrohrung des Marienbachs innerhalb Dittelbrunns um 1970 wurde von der Bevölkerung heftig kritisiert. Auch wurde der Vorwurf der Vetternwirtschaft erhoben, da das mit der Planung des Projektes beauftragte Dittelbrunner Ingenieurbüro der Gemeindeverwaltung nahestand.

## Galerie – Unterlauf des Marienbachs in Schweinfurt

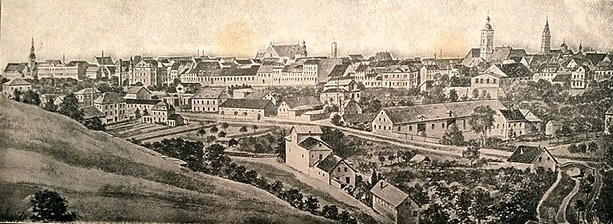
Blick vom  Kiliansberg über das Tal des Marienbachs auf die Altstadt 1915

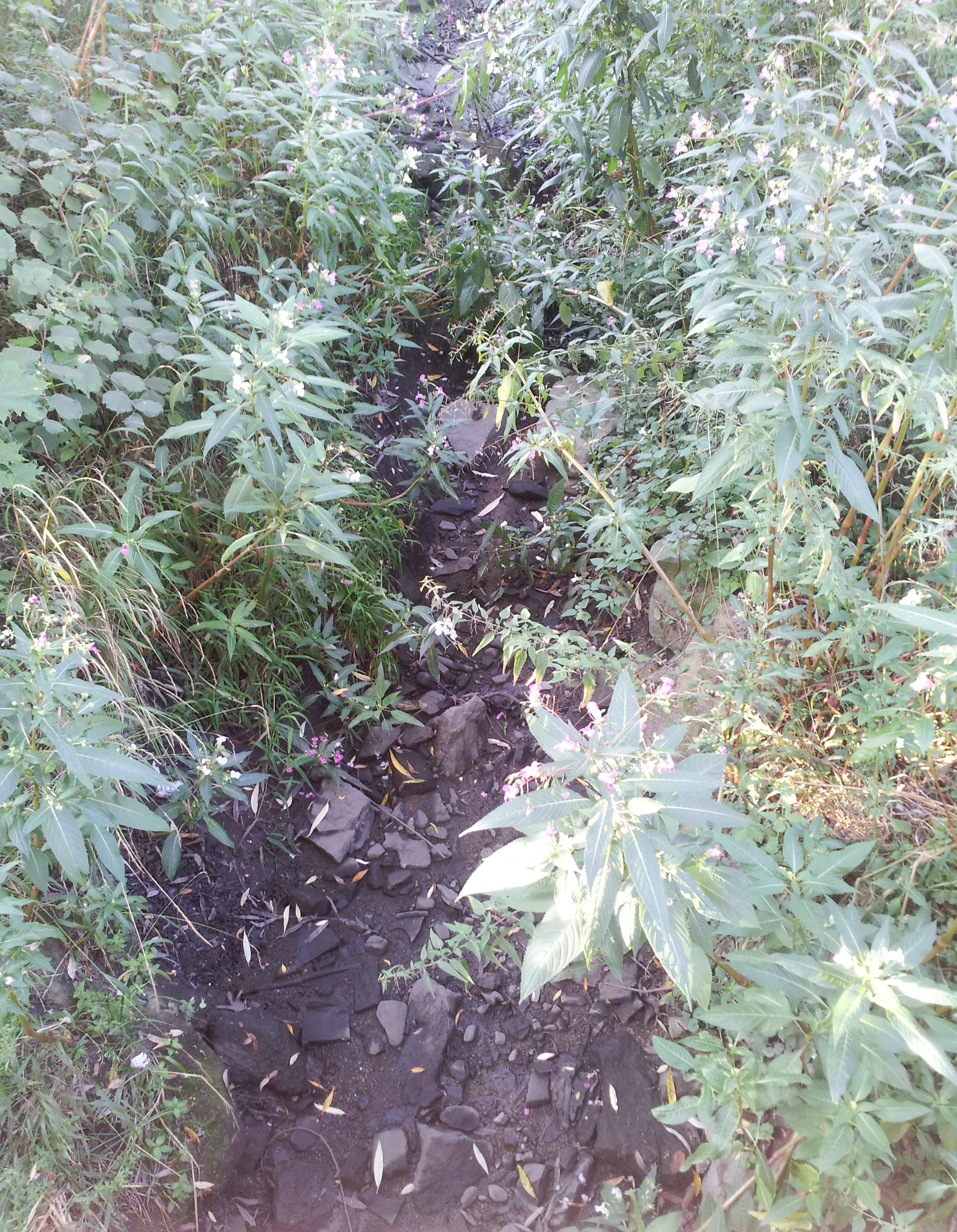
Versiegter Marienbach 2019 …
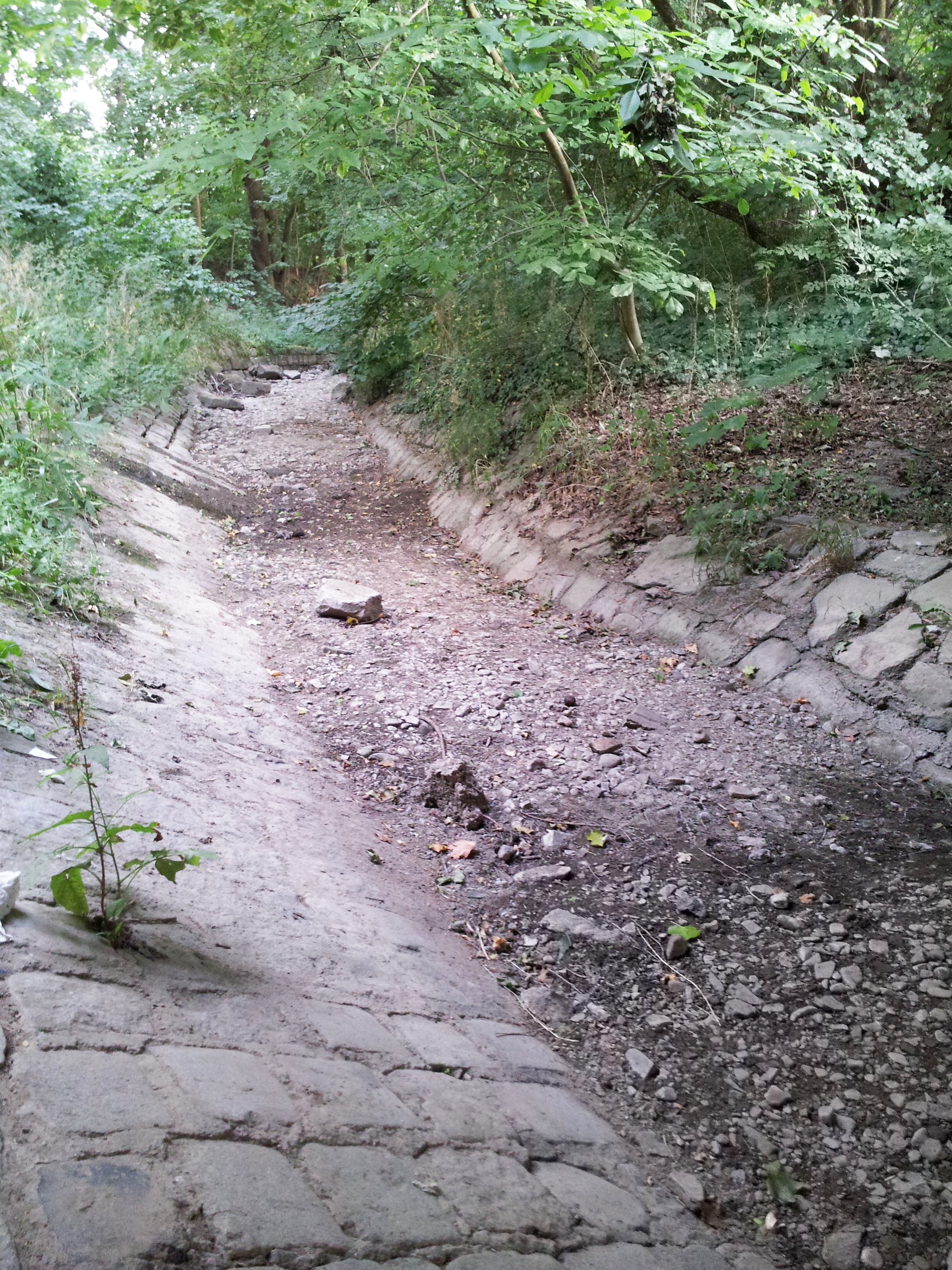
… und 2020
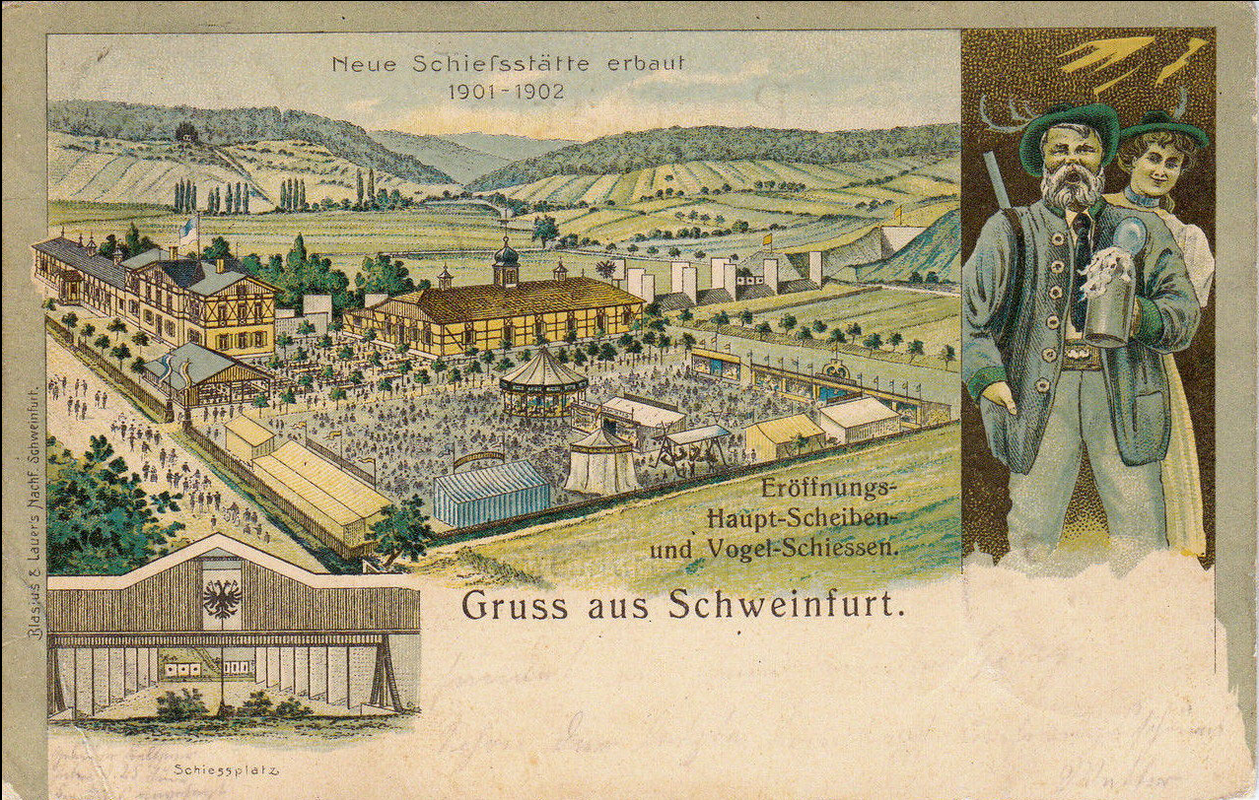
Tal des Marienbachs an heutiger Schillerschule mit Schützenfest um 1902. Hinten Tal des Zellergrundbachs
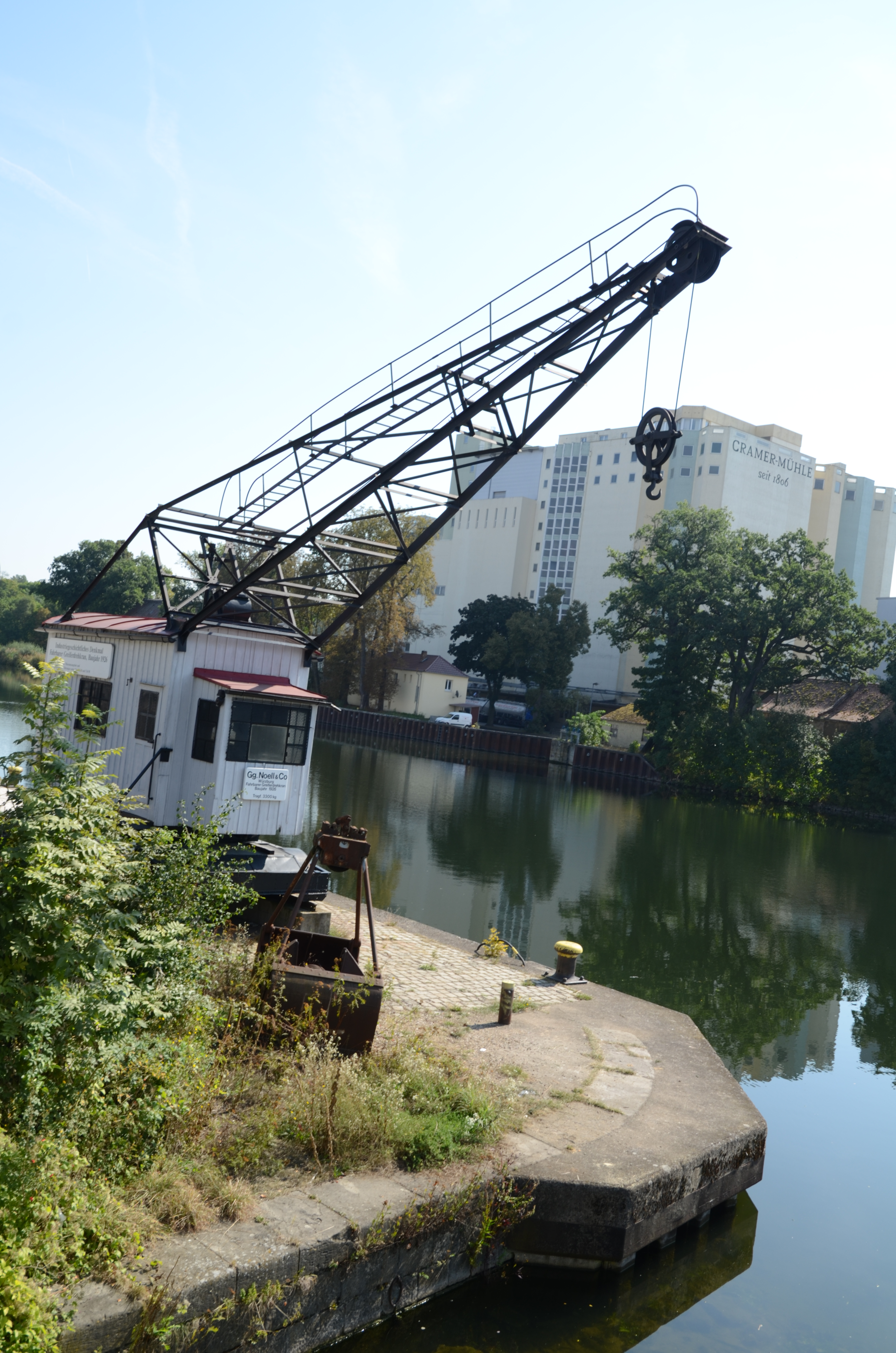
Mündung des Marienbachs (vorne) in den Main